# World Class Wreckin Cru

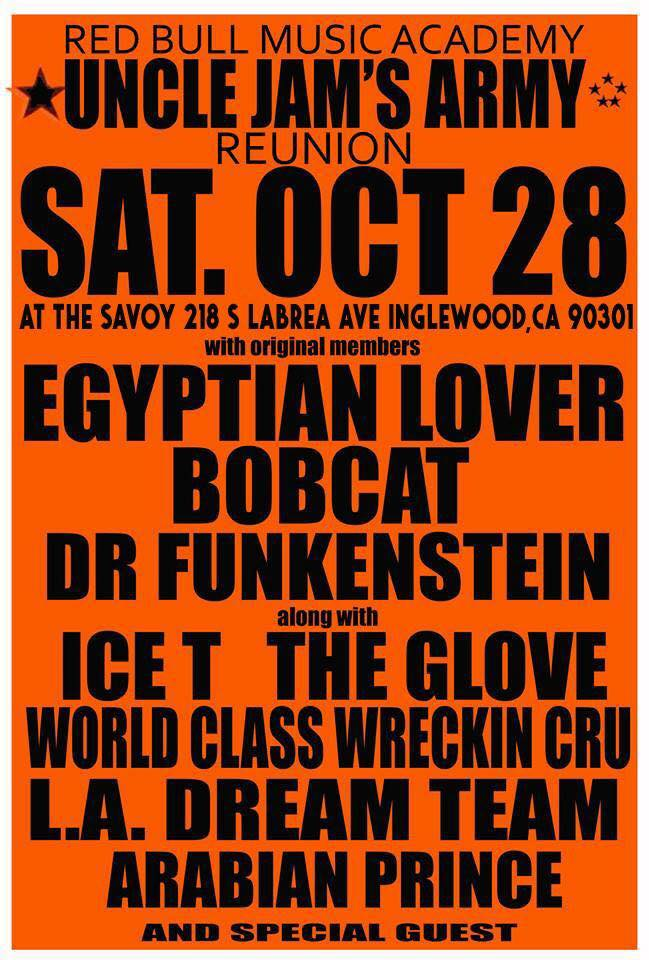
Imagen del cartel de uno de sus conciertos

World Class Wreckin' Cru fue un grupo de electro formado en Compton, California, en los años 1980 por DJ Alonzo Williams, dueño del club nocturno Eve After Dark.
Otros miembros del cambiante line up fueron Cli-N-Tel, DJ Yella y Dr. Dre, y estos 2 últimos posteriormente lograrían la fama como miembros del grupo de gangsta rap N.W.A. Dr. Rock, del grupo Fila Fresh Crew, fue otro miembro de los primeros tiempos de World Class Wreckin' Cru.

## Singles
- Surgery (12") (1985)
- Bust It Up 2 + 1 (12") (1985)
- Juice (12") (1985)
- He's The Chronic/The Fly (12") (1986)
- Keep it Real Letter (12") (1986)
- Mission Pregnat (7") (1986)
- Mission Possible/World Class Freak (12") (1986)
- The Zoowoo (12") (1986)
- Turn Off The Lights (12") (1987)
- House Calls (12") (1987)
- Lay Your Body Down (12") (1988)
- Lovers (12") (1988)
- World Class Mega Mix 89 (12") (1989)
- House Niggas (12") (1990)
- I'll Be SmOkin On Dat Dro (12") (1992)

## Álbumes de estudio
- World Class (1985)
- Rapped In Romance (1986)
- The Best Of The World Class Wreckin Cru (1987)
- Fast Lane (1988)
- Phases In Life (1990)
- Turn Off The Lights (1991)
- Gold (1994)
- The World Class Wreckin' Cru Greatest Hits Plus (2000)